# Alexis Rockman

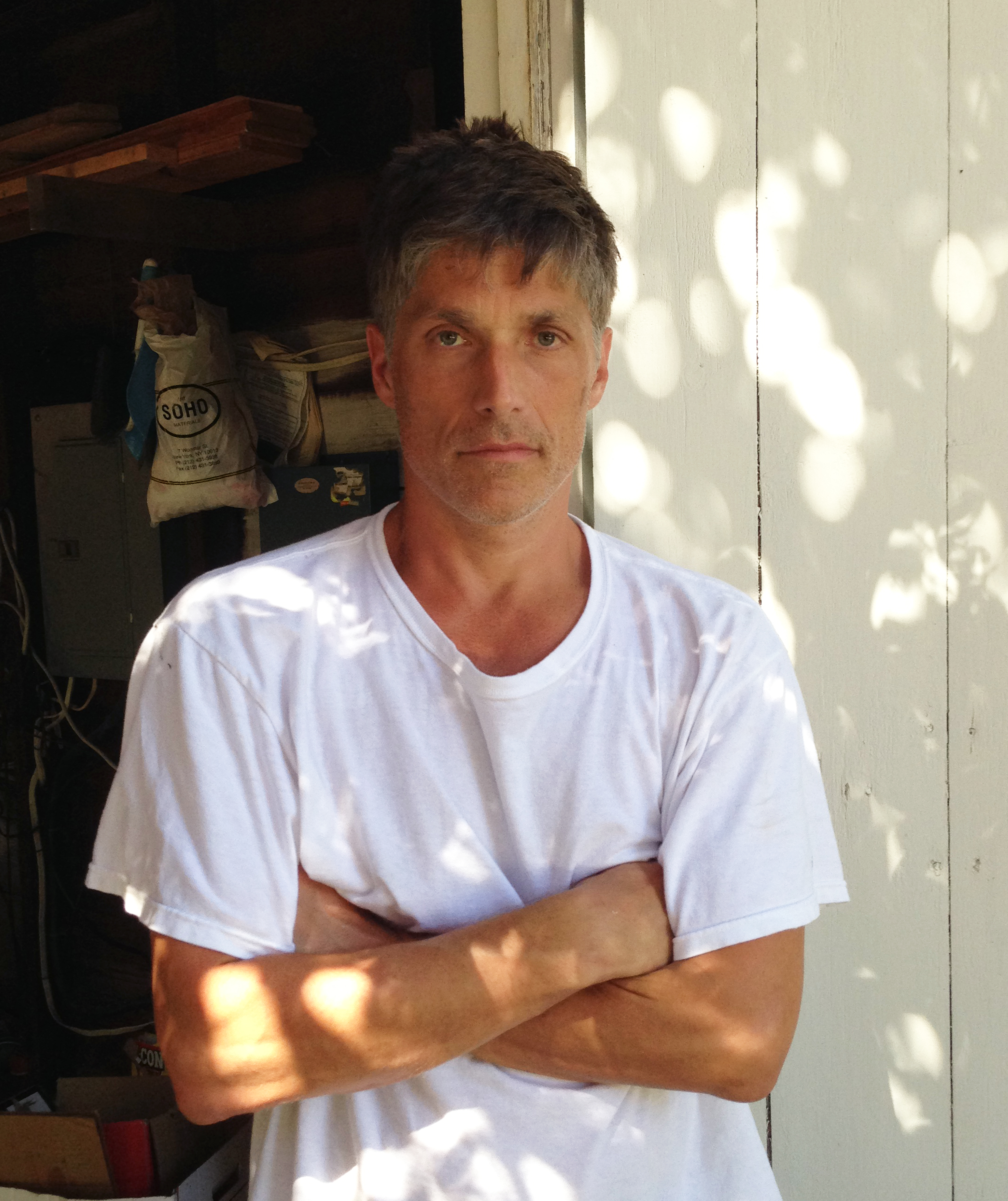
Alexis Rockman

Alexis Rockman (* 5. September 1962 in New York City) ist ein US-amerikanischer Künstler. Er ist bekannt für seine Bilder von futuristischen und dystopischen Landschaften.

## Leben
Rockman wuchs in New York City mit seiner Mutter Diana Wall auf, die zeitweise am American Museum of Natural History arbeitete, und seinem Stiefvater Russell Rockman, einem australischen Jazzmusiker. Er interessierte sich bereits als Heranwachsender für Naturgeschichte und Wissenschaft sowie für Film, Animation und Kunst.
Rockman studierte von 1980 bis 1982 Animation an der Rhode Island School of Design und setzte sein Studium an der School of Visual Arts in Manhattan fort, wo er 1985 einen Bachelorabschluss in Bildender Kunst erhielt.
Seit den 1980er Jahren ist er künstlerisch, aber auch aktivistisch tätig und arbeitete unter anderem für Naturschutzgruppen wie das Riverkeeper-Projekt und die Rainforest Alliance. 1985 wurden seine Werke erstmals in der Gruppenausstellung From Organism to Architecture in der New York Studio School präsentiert, in der Rockmans Bilder neben den Werken von Max Beckmann und Cy Twombly gezeigt wurden. Seitdem Rockman in den 1980er Jahren Mark Dion und dessen Schaffen kennenlernte, verließ er zunehmend sein Atelier und arbeitete verstärkt im Freien, darunter in Belize oder während eines 6-wöchigen Campingaufenhalt entlang des Essenquibo-Flusses in Guyana.
Er lebt mit seiner Frau Dorothy Spears in Warren, Connecticut, und New York City.

## Werk
Das künstlerische Werk von Alexis Rockman zeichnet sich durch düstere und surreale Landschaften aus. Dabei verbindet er die Menschheitsgeschichte, die Naturwissenschaft und die Landschaftsmalerei miteinander. In der Regel thematisiert er dystopische Szenarien, die von Klimawandel, Artensterben, Gentechnik, Globalisierung u. Ä. gekennzeichnet sind. Die monumentalen Formate seiner Werke unterstreichen dabei die Dramatik der Sujets.
In einer kunsthistorischen Einordnung können seine Bilder als moderne Variante von visionären Landschaftsbildern gelesen werden, wie sie von Malern der Romantik wie Thomas Cole oder John Martin betrieben wurde. Die Bilder von Rockman sind allerdings auf die Zukunft gerichtet, werden von Hybridwesen bevölkert oder zeigen unwiderruflich zerstörte, apokalyptische Umwelten. Charakteristisch für das Werk Rockmans ist das Zurückgreifen auf kunsthistorische Quellen, darunter auf wissenschaftliche Illustrationen, surrealistische Traditionen oder die Landschaftsmalerei des 19. Jahrhunderts.
Seine Werke befinden sich in privaten und öffentlichen Sammlungen, darunter im Baltimore Museum of Art, im Brooklyn Museum, im Grand Rapids Art Museum, im Los Angeles County Museum of Art, im Museum of Fine Arts in Boston, im New Orleans Museum of Art, im San Francisco Museum of Modern Art, im Smithsonian American Art Museum, im Solomon R. Guggenheim Museum und im Whitney Museum of American Art.
Rockman kollaborierte mit Ang Lee für den Film Life of Pi, wobei seine Zeichnungen als visuelle Referenz dienten.

## Einzelausstellungen (Auswahl)
- 2021–2022: Alexis Rockman: Shipwrecks, Peabody Essex Museum
- 2020–2021: Alexis Rockman. Lost Cargo: Watercolors, Sperone Westwater, New York
- 2018–2020: Alexis Rockman: The Great Lakes Cycle, Grand Rapids Art Museum
- 2015–2016: Alexis Rockman: East End Field Drawings, Parrish Art Museum, New York
- 2013: Rubicon, Sperone Westwater, New York
- 2010: Alexis Rockman: A Fable for Tomorrow, Smithsonian American Art Museum
- 2004: Alexis Rockman: Manifest Destiny, Brooklyn Museum
- 1999: Alexis Rockman: A Recent History of the World, Aldrich Museum of Contemporary Art, Ridgefield
- 1996: Dioramas, Contemporary Arts Museum, Houston
- 1992: Evolution, Sperone Westwater, New York